# Karl Flink
Karl Flink (Weilerswist, 7 dicembre 1895 – 28 novembre 1958) è stato un allenatore di calcio e calciatore tedesco, di ruolo centrocampista.

## Biografia
Figlio di un locandiere, Karl Flink iniziò la sua carriera sportiva come ginnasta. Fu al liceo che optò per il calcio, e nel 1910 entrò a far parte per la prima volta di una squadra.